# Якреново
Якреново (на македонска литературна норма: Јакреново; на албански: Jakrenova) е село в Община Крушево, Северна Македония.

## География
Селото е разположено в североизточното подножие на Бушева планина.

## История
В XIX век Якреново е смесно българо-албанско село в Прилепска кааза на Османската империя. Според статистиката на Васил Кънчов („Македония. Етнография и статистика“) от 1900 година Якреново има 130 жители, от които мнозинството от 100 души са албанци мохамедани, а българите са 30 всички от тях християни.
На Етнографската карта на Битолския вилает на Картографския институт в София от 1901 година Якреново е смесено село българи, албанци и турци в Прилепската каза на Битолския санджак с 20 къщи.
Според Никола Киров („Крушово и борбите му за свобода“) към 1901 година Якреново има 37 турски къщи.
След Междусъюзническата война селото попада в Сърбия.
На етническата си карта на Северозападна Македония в 1929 година Афанасий Селишчев отбелязва Якреново като българо-албанско село.
Според преброяването от 2002 година селото има 212 жители, от които:
| Националност     | Всичко |
| северномакедонци | 0      |
| албанци          | 100    |
| турци            | 59     |
| роми             | 0      |
| власи            | 0      |
| сърби            | 0      |
| бошняци          | 51     |
| други            | 2      |